# Viridomarus
Viridomarus (auch Vertomarus oder Britomartus; † 222 v. Chr. in der Schlacht von Clastidium) war ein Heerführer keltischer Insubrer bei den Römisch-gallischen Kriegen in Oberitalien. Er fiel 222 v. Chr. in der Schlacht von Clastidium. Der römische Konsul Marcus Claudius Marcellus erhielt für die eigenhändige Tötung des feindlichen Anführers die Ehrung der spolia opima.